# Lichinga
Lichinga je město v severním Mosambiku, které je správním centrem provincie Niassa. Žije v něm přibližně 142 tisíc obyvatel, nejpočetnější etnickou skupinou jsou Jaové. 
Leží na náhorní plošině Planalto da Lichinga v nadmořské výšce 1398 m a má vlhké subtropické podnebí. Padesát kilometrů západně od města se nachází jezero Malawi. Město je střediskem dřevařství, v jeho okolí se vysazují borovice a blahovičníky.
Sídlo založili v roce 1931 Portugalci a dali mu název Vila Cabral podle tehdejšího mosambického guvernéra Josého Ricarda Pereiry Cabrala. V roce 1962 získalo městská práva a v roce 1963 se stalo sídlem katolické diecéze. Po vyhlášení nezávislosti Mosambiku v roce 1975 bylo přejmenováno na Lichinga (z domorodého výrazu N'tchinga, což znamená „stěna“ a odkazuje na okolní kopce).
Město má železniční spojení s přístavem Nacala a nachází se v něm letiště Lichinga. Sídlí zde jeden z kampusů Univerzity Rovuma. 